# Епигамија
Епигамија је брак између особа које имају различита држављанства. Код старих Грка, епигамија између грчких грађана и странаца је била допуштена само ако је постојао уговор између двеју земаља, иначе је брак поништаван. Данас је епигамија могућа у већини развијених земаља уз посебну законску процедуру.